# Атамурат (аеропорт)
Аеропо́рт «Атамурат»  — аеропорт міста Атамурат, Атамуратського етрапу Лебапського велаяту. Знаходиться за 10 км на південний захід від Дашогузу. Відкритий у 1984 році.
ДАФІФ присвоїло псевдо-ІКАО код «UT51» цьому аеропорту, і він часто з'являється в онлайнових каталогах, але він не є фактичним аеропорту.